# Nice Work If You Can Get It

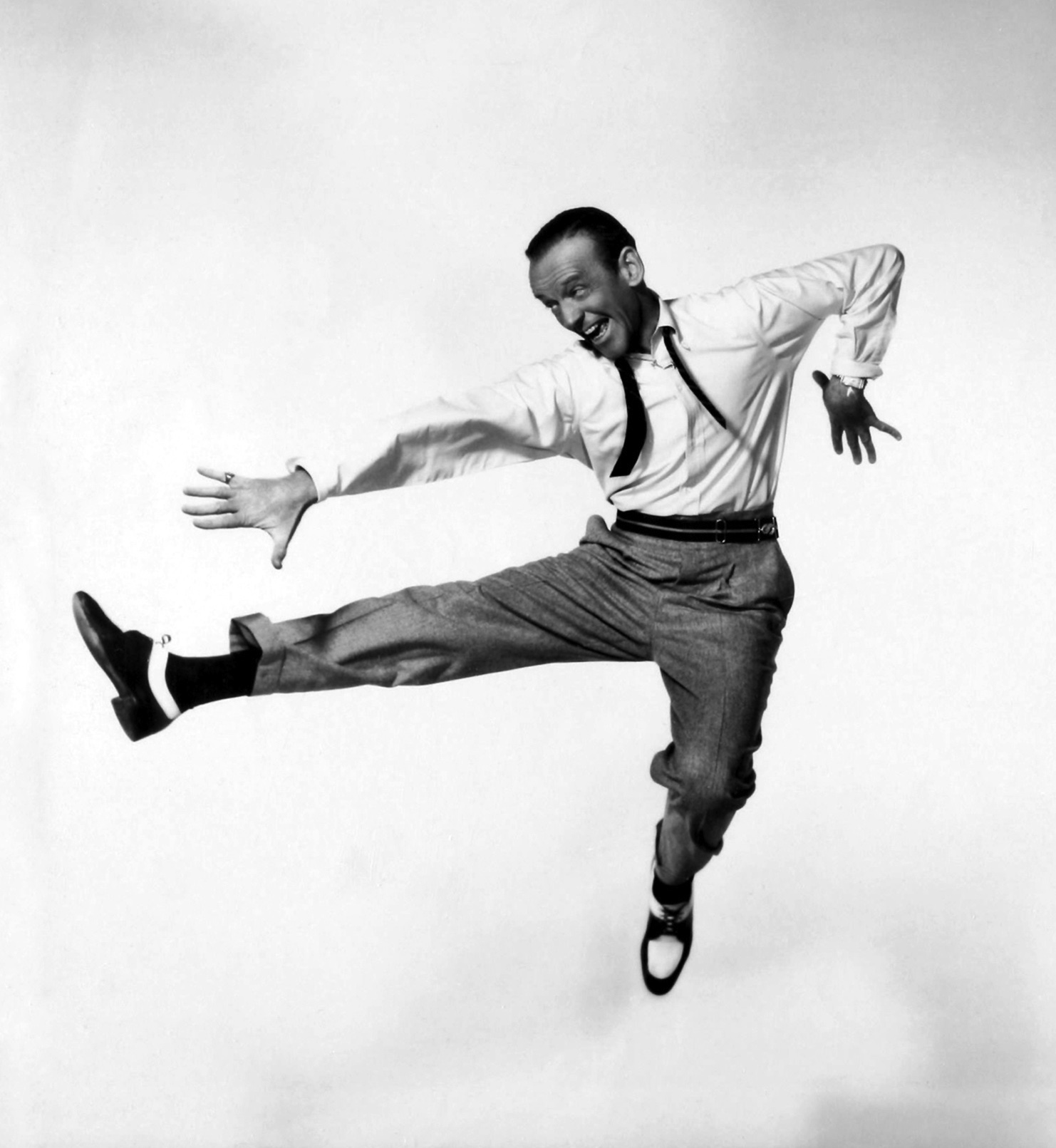
Fred Astaire em 1937

"Nice Work If You Can Get It" é uma canção popular norte-americana.
A canção foi escrita por George Gershwin e Ira Gershwin. Foi uma das nove músicas que George Gershwin compôs para o filme A Damsel in Distress, em que foi interpretada por Fred Astaire com backing vocals fornecidos pelas The Stafford Sisters. A canção foi publicada em 1937.
A canção foi utilizada durante 1995-1998 através dos créditos de abertura da comédia da CBS, Cybill, estrelado por Cybill Shepherd, que cantou a música sozinha.
A canção foi incluída no Tony Award pelo musical da Broadway, Crazy for You, onde o musical contém o mesmo nome da canção.

## Gravações
- Fred Astaire[4]
- The Andrews Sisters (1938)[5]
- Bing Crosby no álbum de 1956, Bing Sings Whilst Bregman Swings.
- Doris Day - Hooray For Hollywood (1958)
- Ella Fitzgerald - Ella Fitzgerald Sings the George and Ira Gershwin Songbook (1959)
- The Hi-Lo's - A Musical Thrill (2006)
- Billie Holiday - Quintessential Billie Holiday: Vol. V (1944)
- Stan Kenton - At The Rendezvous: Vol 2 (2000) (vocais de Ann Richards)
- Thelonious Monk
- Georges Guetary - An American in Paris (1951)
- Frank Sinatra - A Swingin' Affair! (1957) and Sinatra-Basie: An Historic Musical First (1962)
- Johnny Smith - Moonlight in Vermont
- Jeri Southern - Jeri Southern At the Crescendo (1960)
- Maxine Sullivan e Her Orchestra (gravado em 22 de Outubro de 1937; lançado em 20 de Novembro de 1937) - 2:49
- Majestic 12- Red Hot + Rhapsody (1998)
- Mel Tormé